# Borussia Verein für Leibesübungen 1900 Mönchengladbach 1977-1978
Questa voce raccoglie le informazioni riguardanti il Borussia Verein für Leibesübungen 1900 Mönchengladbach nelle competizioni ufficiali della stagione 1977-1978.

## Stagione
Nella stagione 1977-1978 il Borussia Mönchengladbach, allenato da Udo Lattek, concluse il campionato di Bundesliga al 2º posto. In Coppa di Germania il Borussia Mönchengladbach fu eliminato ai quarti di finale dal Werder Brema. In Coppa dei Campioni il Borussia Mönchengladbach fu eliminato in semifinale dal Liverpool. Il capocannoniere della squadra in campionato fu Jupp Heynckes con 18 gol.

## Rosa
| N. |                           | Ruolo | Calciatore           |
| -- | ------------------------- | ----- | -------------------- |
|    | Germania Ovest (bandiera) | P     | Wolfgang Kleff       |
|    | Germania Ovest (bandiera) | P     | Wolfgang Kneib       |
|    | Germania Ovest (bandiera) | P     | Ulrich Sude          |
|    | Germania Ovest (bandiera) | D     | Wilfried Hannes      |
|    | Germania Ovest (bandiera) | D     | Hans Klinkhammer     |
|    | Germania Ovest (bandiera) | D     | Norbert Ringels      |
|    | Germania Ovest (bandiera) | D     | Frank Schäffer       |
|    | Germania Ovest (bandiera) | D     | Berti Vogts          |
|    | Germania Ovest (bandiera) | D     | Hans-Jürgen Wittkamp |
|    | Germania Ovest (bandiera) | C     | Rainer Bonhof        |
|    | Germania Ovest (bandiera) | C     | Dietmar Danner       |
|    | Germania Ovest (bandiera) | C     | Gert Engels          |

| N. |                           | Ruolo | Calciatore       |
| -- | ------------------------- | ----- | ---------------- |
|    | Germania Ovest (bandiera) | C     | Horst Köppel     |
|    | Germania Ovest (bandiera) | C     | Christian Kulik  |
|    | Germania Ovest (bandiera) | C     | Winfried Schäfer |
|    | Germania Ovest (bandiera) | C     | Herbert Wimmer   |
|    | Germania Ovest (bandiera) | C     | Horst Wohlers    |
|    | Germania Ovest (bandiera) | A     | Klaus Amrath     |
|    | Germania Ovest (bandiera) | A     | Karl Del'Haye    |
|    | Germania Ovest (bandiera) | A     | Rudi Gores       |
|    | Germania Ovest (bandiera) | A     | Jupp Heynckes    |
|    | Germania Ovest (bandiera) | A     | Ewald Lienen     |
|    | Danimarca (bandiera)      | A     | Carsten Nielsen  |
|    | Danimarca (bandiera)      | A     | Allan Simonsen   |

## Calciomercato

### Sessione estiva
| Acquisti | Acquisti         | Acquisti            | Acquisti |
| R.       | Nome             | da                  | Modalità |
| -------- | ---------------- | ------------------- | -------- |
| C        | Horst Köppel     | Vancouver Whitecaps |          |
| C        | Winfried Schäfer | Karlsruhe           |          |
| A        | Ewald Lienen     | Arminia Bielefeld   |          |

| Cessioni | Cessioni               | Cessioni             | Cessioni |
| R.       | Nome                   | a                    | Modalità |
| -------- | ---------------------- | -------------------- | -------- |
| P        | Hans-Jakob Klingen     | Preußen Münster      |          |
| C        | Hans-Jürgen Offermanns | Rot-Weiß Lüdenscheid |          |
| C        | Uli Stielike           | Real Madrid          |          |
| A        | Herbert Heidenreich    | TeBe Berlino         |          |

### Sessione invernale
| Acquisti | Acquisti | Acquisti | Acquisti |
| R.       | Nome     | da       | Modalità |
| -------- | -------- | -------- | -------- |

| Cessioni | Cessioni | Cessioni | Cessioni |
| R.       | Nome     | a        | Modalità |
| -------- | -------- | -------- | -------- |

## Risultati

### Bundesliga

#### Girone di andata
| Bochum 6 agosto 1977, ore 15:30 CEST 1ª giornata | Bochum      | 0 – 0 referto | Borussia M'gladbach | Stadion an der Castroper Straße (22 000 spett.)\| Arbitro: \| Kindervater \| |
| Arbitro:                                         | Kindervater |               |                     |                                                                              |

| Arbitro: | Roth |

|                       |           |              |
| Wimmer 41’ Bonhof 87’ | Marcatori | 43’ Granitza |

| Arbitro: | Frickel |

|          |           |            |
| Worm 80’ | Marcatori | 20’ Lienen |

| Arbitro: | Redelfs |

|                                |           |             |
| Bonhof 70’ (rig.) Heynckes 79’ | Marcatori | 35’ Hartwig |

| Arbitro: | Jensen |

|                                                  |           |                         |
| Hölzenbein 37’, 55’ Nickel 51’ (rig.) Wenzel 70’ | Marcatori | 3’ Heynckes 76’ Nielsen |

| Arbitro: | Niemann |

|                               |           |                          |
| Wohlers 38’ Bonhof 49’ (rig.) | Marcatori | 35’ Wendt 78’ Toppmöller |

| Arbitro: | Biwersi |

|                               |           |  |
| Hattenberger 59’ Hadewicz 75’ | Marcatori |  |

| Arbitro: | Walz |

|                       |           |            |
| Nielsen 65’ Vogts 88’ | Marcatori | 84’ Gerber |

| Arbitro: | Eschweiler |

|           |           |                                         |
| Bommer 3’ | Marcatori | 15’ Simonsen 21’ Wimmer 71’ (aut.) Brei |

| Arbitro: | Aldinger |

|                         |           |                                                     |
| Bonhof 50’ Simonsen 85’ | Marcatori | 24’, 55’ Prestin 40’ Neumann 64’ Konopka 82’ Müller |

| Arbitro: | Gabor |

|                                                 |           |                          |
| Höttges 35’ (rig.) Röber 81’ (rig.) Røntved 89’ | Marcatori | 33’ Simonsen 78’ Schäfer |

| Arbitro: | Redelfs |

|                  |           |  |
| Heynckes 9’, 48’ | Marcatori |  |

| Arbitro: | Frickel |

|  |           |                                                                   |
|  | Marcatori | 2’, 34’, 43’ Simonsen 60’ (rig.) Bonhof 88’ Wittkamp 89’ Del'Haye |

| Arbitro: | Zuchantke |

|                                                                  |           |               |
| Heynckes 14’, 50’ Simonsen 60’, 82’ Wittkamp 63’ Heck 78’ (aut.) | Marcatori | 84’ Stegmayer |

| Arbitro: | Roth |

|             |           |                        |
| Kremers 17’ | Marcatori | 27’ Kulik 87’ Heynckes |

| Arbitro: | Meuser |

|                         |           |           |
| Heynckes 17’ Bonhof 47’ | Marcatori | 55’ Bertl |

| Arbitro: | Walz |

|                           |           |                                        |
| Frank 29’, 42’ Wagner 75’ | Marcatori | 19’ Simonsen 54’ Heynckes 89’ Del'Haye |

#### Girone di ritorno
| Arbitro: | Ohmsen |

|                   |           |                   |
| Simonsen 11’, 88’ | Marcatori | 32’ Abel 48’ Bast |

| Arbitro: | Klauser |

|                          |           |              |
| Granitza 12’ Nüssing 66’ | Marcatori | 64’ Heynckes |

| Arbitro: | Drescher |

|           |           |                              |
| Bonhof 8’ | Marcatori | 19’, 80’ Seliger 58’ Büssers |

| Arbitro: | Engel |

|              |           |             |
| Scheller 86’ | Marcatori | 68’ Nielsen |

| Arbitro: | Linn |

|                        |           |  |
| Wohlers 55’ Lienen 80’ | Marcatori |  |

| Arbitro: | Schmoock |

|  |           |                               |
|  | Marcatori | 47’, 60’ Simonsen 67’ Wohlers |

| Arbitro: | Jensen |

|                                        |           |           |
| Kulik 17’ Lienen 50’ Bonhof 90’ (rig.) | Marcatori | 42’ Elmer |

| Arbitro: | Frickel |

|  |           |              |
|  | Marcatori | 27’ Simonsen |

| Arbitro: | Horstmann |

|                                   |           |                     |
| Kulik 74’ Bonhof 79’ Heynckes 83’ | Marcatori | 12’ Allofs 47’ Zewe |

| Arbitro: | Biwersi |

|           |           |              |
| Flohe 86’ | Marcatori | 38’ Simonsen |

| Arbitro: | Joos |

|                                        |           |  |
| Lienen 59’ Simonsen 61’, 76’ Kulik 90’ | Marcatori |  |

| Arbitro: | Redelfs |

|            |           |              |
| Müller 36’ | Marcatori | 87’ Del'Haye |

| Arbitro: | Walz |

|                                            |           |                     |
| Bonhof 32’ (rig.) Nielsen 50’ Del'Haye 83’ | Marcatori | 37’ (rig.) Breitner |

| Arbitro: | Aldinger |

|  |           |              |
|  | Marcatori | 61’ Heynckes |

| Arbitro: | Frickel |

|                             |           |             |
| Bonhof 44’ (rig.) Vogts 79’ | Marcatori | 90’ Fischer |

| Arbitro: | Dreher |

|                     |           |                                                         |
| Bertl 6’ Keller 58’ | Marcatori | 51’ Bonhof 69’, 71’ Nielsen 74’, 79’ Kulik 83’ Heynckes |

| Arbitro: | Biwersi |

| |           |  |
| Heynckes 1’, 12’, 32’, 59’, 77’ Nielsen 13’, 61’ Del'Haye 22’, 66’ Wimmer 38’ Lienen 87’ Kulik 90’ | Marcatori |  |

### Coppa di Germania
| Arbitro: | Dellwing |

|  |           |                                                                                             |
|  | Marcatori | 40’ Wohlers 54’, 64’ Simonsen 62’ Schäfer 70’ Klinkhammer 83’ Wittkamp 87’ Kulik 90’ Lienen |

| Arbitro: | Fork |

|               |           |                                                     |
| Odenbrett 45’ | Marcatori | 32’ Schäfer 65’ Heidenreich 72’ Bonhof 85’ Heynckes |

| Arbitro: | Waltert |

|                                     |           |  |
| Kulik 49’ Simonsen 63’ Heynckes 66’ | Marcatori |  |

| Arbitro: | Aldinger |

|                        |           |  |
| Heynckes 55’, 58’, 87’ | Marcatori |  |

| Arbitro: | Quindeau |

|                               |           |            |
| Dreßel 50’ Höttges 81’ (rig.) | Marcatori | 62’ Bonhof |

### Coppa dei Campioni
| Arbitro: | Dubach |

|  |           |                                      |
|  | Marcatori | 18’ Schäfer 34’ Simonsen 45’ Wohlers |

| Arbitro: | Delcourt |

|              |           |          |
| Simonsen 64’ | Marcatori | 76’ Izsó |

| Arbitro: | Cebe |

|  |           |                                       |
|  | Marcatori | 16’ Schäfer 45’ Heynckes 76’ Simonsen |

| Arbitro: | Homewood |

|                                                                |           |           |
| Simonsen 17’, 32’ Heynckes 60’ Nikolić 62’ (aut.) Wittkamp 87’ | Marcatori | 44’ Sušić |

| Arbitro: | Rainea |

|                                    |           |              |
| Koncilia 8’ Kriess 23’ Schwarz 27’ | Marcatori | 63’ Heynckes |

| Arbitro: | Eriksson |

|                                |           |  |
| Bonhof 18’ (rig.) Heynckes 31’ | Marcatori |  |

| Arbitro: | Muro |

|                       |           |             |
| Hannes 28’ Bonhof 89’ | Marcatori | 88’ Johnson |

| Arbitro: | Palotai |

|                                  |           |  |
| Kennedy 7’ Dalglish 34’ Case 55’ | Marcatori |  |

## Statistiche

### Statistiche di squadra
| Competizione       | Punti | In casa | In casa | In casa | In casa | In casa | In casa | In trasferta | In trasferta | In trasferta | In trasferta | In trasferta | In trasferta | Totale | Totale | Totale | Totale | Totale | Totale | DR  |
| Competizione       | Punti | G       | V       | N       | P       | Gf      | Gs      | G            | V            | N            | P            | Gf           | Gs           | G      | V      | N      | P      | Gf     | Gs     | DR  |
| ------------------ | ----- | ------- | ------- | ------- | ------- | ------- | ------- | ------------ | ------------ | ------------ | ------------ | ------------ | ------------ | ------ | ------ | ------ | ------ | ------ | ------ | --- |
| Bundesliga         | 48    | 17      | 13      | 2       | 2       | 52      | 22      | 17           | 7            | 6            | 4            | 34           | 22           | 34     | 20     | 8      | 6      | 86     | 44     | +42 |
| Coppa di Germania  | -     | 2       | 2       | 0       | 0       | 6       | 0       | 3            | 2            | 0            | 1            | 13           | 3            | 5      | 4      | 0      | 1      | 19     | 3      | +16 |
| Coppa dei Campioni | -     | 4       | 3       | 1       | 0       | 10      | 3       | 4            | 2            | 0            | 2            | 7            | 6            | 8      | 5      | 1      | 2      | 17     | 9      | +8  |
| Totale             | 48    | 23      | 18      | 3       | 2       | 68      | 25      | 24           | 11           | 6            | 7            | 54           | 31           | 47     | 29     | 9      | 9      | 122    | 56     | +66 |

### Andamento in campionato
| Giornata  | 1 | 2 | 3 | 4 | 5 | 6 | 7  | 8 | 9 | 10 | 11 | 12 | 13 | 14 | 15 | 16 | 17 | 18 | 19 | 20 | 21 | 22 | 23 | 24 | 25 | 26 | 27 | 28 | 29 | 30 | 31 | 32 | 33 | 34 |
| --------- | - | - | - | - | - | - | -- | - | - | -- | -- | -- | -- | -- | -- | -- | -- | -- | -- | -- | -- | -- | -- | -- | -- | -- | -- | -- | -- | -- | -- | -- | -- | -- |
| Luogo     | T | C | T | C | T | C | T  | C | T | C  | T  | C  | T  | C  | T  | C  | T  | C  | T  | C  | T  | C  | T  | C  | T  | C  | T  | C  | T  | C  | T  | C  | T  | C  |
| Risultato | N | V | N | V | P | N | P  | V | V | P  | P  | V  | V  | V  | V  | V  | N  | N  | P  | P  | N  | V  | V  | V  | V  | V  | N  | V  | N  | V  | V  | V  | V  | V  |
| Posizione | 9 | 4 | 7 | 5 | 8 | 7 | 11 | 8 | 6 | 9  | 11 | 8  | 5  | 4  | 2  | 2  | 2  | 2  | 2  | 3  | 5  | 2  | 2  | 2  | 2  | 2  | 2  | 2  | 2  | 2  | 2  | 2  | 2  | 2  |

Legenda:

Luogo: C = Casa; T = Trasferta. Risultato: V = Vittoria; N = Pareggio; P = Sconfitta.

### Statistiche dei giocatori
| Giocatore      | Bundesliga | Bundesliga | Bundesliga  | Bundesliga | Coppa di Germania | Coppa di Germania | Coppa di Germania | Coppa di Germania | Coppa dei Campioni | Coppa dei Campioni | Coppa dei Campioni | Coppa dei Campioni | Totale   | Totale | Totale      | Totale     |
| Giocatore      | Presenze   | Reti       | Ammonizioni | Espulsioni | Presenze          | Reti              | Ammonizioni       | Espulsioni        | Presenze           | Reti               | Ammonizioni        | Espulsioni         | Presenze | Reti   | Ammonizioni | Espulsioni |
| -------------- | ---------- | ---------- | ----------- | ---------- | ----------------- | ----------------- | ----------------- | ----------------- | ------------------ | ------------------ | ------------------ | ------------------ | -------- | ------ | ----------- | ---------- |
| K. Amrath      | 0          | 0          | 0           | 0          | 0                 | 0                 | 0                 | 0                 | 0                  | 0                  | 0                  | 0                  | 0        | 0      | 0           | 0          |
| R. Bonhof      | 33         | 12         | 2           | 0          | 4                 | 2                 | 0                 | 0                 | 8                  | 2                  | 0                  | 0                  | 45       | 16     | 2           | 0          |
| D. Danner      | 9          | 0          | 0           | 0          | 0                 | 0                 | 0                 | 0                 | 1                  | 0                  | 0                  | 0                  | 10       | 0      | 0           | 0          |
| K. Del'Haye    | 22         | 6          | 1           | 0          | 3                 | 0                 | 0                 | 0                 | 6                  | 0                  | 0                  | 0                  | 31       | 6      | 1           | 0          |
| G. Engels      | 0          | 0          | 0           | 0          | 0                 | 0                 | 0                 | 0                 | 0                  | 0                  | 0                  | 0                  | 0        | 0      | 0           | 0          |
| R. Gores       | 0          | 0          | 0           | 0          | 0                 | 0                 | 0                 | 0                 | 0                  | 0                  | 0                  | 0                  | 0        | 0      | 0           | 0          |
| W. Hannes      | 21         | 0          | 0           | 0          | 1                 | 0                 | 0                 | 0                 | 5                  | 1                  | 0                  | 0                  | 27       | 1      | 0           | 0          |
| H. Heidenreich | 5          | 0          | 0           | 0          | 2                 | 1                 | 0                 | 0                 | 0                  | 0                  | 0                  | 0                  | 7        | 1      | 0           | 0          |
| J. Heynckes    | 21         | 18         | 1           | 0          | 4                 | 5                 | 0                 | 0                 | 6                  | 4                  | 0                  | 0                  | 31       | 27     | 1           | 0          |
| W. Kleff       | 24         | 0          | 0           | 0          | 3                 | 0                 | 0                 | 0                 | 6                  | 0                  | 0                  | 0                  | 33       | 0      | 0           | 0          |
| H. Klinkhammer | 18         | 0          | 1           | 0          | 4                 | 1                 | 0                 | 0                 | 3                  | 0                  | 0                  | 0                  | 25       | 1      | 1           | 0          |
| W. Kneib       | 10         | 0          | 0           | 0          | 2                 | 0                 | 0                 | 0                 | 2                  | 0                  | 0                  | 0                  | 14       | 0      | 0           | 0          |
| C. Kulik       | 25         | 7          | 1           | 0          | 5                 | 2                 | 1                 | 0                 | 7                  | 0                  | 0                  | 0                  | 37       | 9      | 2           | 0          |
| H. Köppel      | 0          | 0          | 0           | 0          | 0                 | 0                 | 0                 | 0                 | 0                  | 0                  | 0                  | 0                  | 0        | 0      | 0           | 0          |
| E. Lienen      | 23         | 5          | 0           | 0          | 3                 | 1                 | 0                 | 0                 | 6                  | 0                  | 0                  | 0                  | 32       | 6      | 0           | 0          |
| C. Nielsen     | 22         | 8          | 1           | 0          | 1                 | 0                 | 0                 | 0                 | 5                  | 0                  | 1                  | 0                  | 28       | 8      | 2           | 0          |
| N. Ringels     | 0          | 0          | 0           | 0          | 1                 | 0                 | 0                 | 0                 | 0                  | 0                  | 0                  | 0                  | 1        | 0      | 0           | 0          |
| W. Schäfer     | 25         | 1          | 0           | 0          | 5                 | 2                 | 0                 | 0                 | 6                  | 2                  | 0                  | 0                  | 36       | 5      | 0           | 0          |
| F. Schäffer    | 7          | 0          | 0           | 0          | 1                 | 0                 | 0                 | 0                 | 1                  | 0                  | 0                  | 0                  | 9        | 0      | 0           | 0          |
| A. Simonsen    | 31         | 17         | 2           | 0          | 5                 | 3                 | 0                 | 0                 | 6                  | 5                  | 0                  | 0                  | 42       | 25     | 2           | 0          |
| U. Sude        | 0          | 0          | 0           | 0          | 0                 | 0                 | 0                 | 0                 | 0                  | 0                  | 0                  | 0                  | 0        | 0      | 0           | 0          |
| B. Vogts       | 34         | 2          | 4           | 0          | 5                 | 0                 | 0                 | 0                 | 8                  | 0                  | 0                  | 0                  | 47       | 2      | 4           | 0          |
| H. Wimmer      | 30         | 3          | 0           | 0          | 5                 | 0                 | 0                 | 0                 | 8                  | 0                  | 0                  | 0                  | 43       | 3      | 0           | 0          |
| H. Wittkamp    | 29         | 2          | 2           | 0          | 5                 | 1                 | 0                 | 0                 | 6                  | 1                  | 0                  | 0                  | 40       | 4      | 2           | 0          |
| H. Wohlers     | 29         | 3          | 0           | 0          | 2                 | 1                 | 0                 | 0                 | 8                  | 1                  | 0                  | 0                  | 39       | 5      | 0           | 0          |